# Верх-Ушут
Верх-Ушут (мар. Старсела) — деревня в Куженерском районе Республики Марий Эл. Входит в состав Тумьюмучашского сельского поселения.

## География
Находится в северо-восточной части Республики Марий Эл на расстоянии приблизительно 8 км на запад от районного центра посёлка Куженер.

## История
Деревня некоторое время в XIX веке была селом после постройки каменной церкви. Через некоторое время в рамках реорганизации церковных приходов Вятской губернии церковь разобрали, перевезли в село Верх-Ушнур Советского района. Село вновь стало деревней, получив второе название Старое село. В 1874 году деревня Верх-Ушут состояла из 38 дворов, 19 марийских и 19 русских, в ней проживало 276 человек, в 1909 году в здесь отмечено было 305 жителей, в 1921 году 297 человек, в основном мари. В 2005 года в деревне насчитывалось 45 домов. В советское время работали колхозы «Дубовка», имени Сталина и имени Ленина.

## Население
Население составляло 167 человек (мари — 90 %) в 2002 году, 153 — в 2010.

## Известные уроженцы
- Каткова Зинаида Фёдоровна (1922—2004) — марийский советский и российский писатель, драматург, журналист, член Союза писателей СССР с 1971 года. Первая писательница, получившая почётное звание «Народный писатель Республики Марий Эл» (1992). Заслуженный работник культуры Марийской АССР (1982). Писала на марийском и русском языке. Член КПСС.
- Мосунов Павел Григорьевич (1928—2005) — советский государственный деятель и деятель образования. Директор Русско-Шойской средней школы Куженерского района (1960—1982), директор Савинского дома-интерната Марийской АССР (1985—1988). Депутат Верховного Совета СССР 9-го созыва (1974—1979). Член КПСС с 1953 года.